# Footloose (película de 1984)
Footloose es una película romántica estadounidense estrenada en 1984, dirigida por Herbert Ross y protagonizada por Kevin Bacon, Lori Singer, Dianne Wiest, John Lithgow y Frances Lee McCain.
Está ligeramente inspirada en hechos reales ocurridos en la pequeña comunidad rural religiosa de Elmore City, Oklahoma.

## Argumento
Ren McCormack es un adolescente que ha vivido siempre en el agitado mundo social de una ciudad grande como Chicago, hasta que se traslada a una pequeña localidad en el centro del país por los problemas económicos de su familia, donde el ayuntamiento ha prohibido el baile y la música rock después de que cinco jóvenes murieran en un accidente automovilístico tras una fiesta en la noche en un fin de semana, en la cual bebieron licor y bailaban ese estilo de música, y que entre los cinco jóvenes estaba un hijo del reverendo del pueblo. 
Al principio Ren es mal recibido en la escuela, se burlan de él por vestir una cortaba negra y chaqueta de cuero, baila a escondidas en un granero y con su actitud respecto al baile él tiene que encontrarse con enemistades, pero con el tiempo también despierta entre sus compañeros de la escuela la pasión por la música y el baile, y todos ellos se unen para reivindicar la fiesta de graduación de la escuela con las autoridades del pueblo. 
Frente a su petición de organizar una fiesta de graduación al finalizar la escuela, encuentran la severa oposición del Reverendo (pastor) Shaw Moore, el cual tiene mucho apoyo en la localidad y que es especialmente hostil con él, al descubrir que su hija Ariel ha sido seducida por Ren, ellos siguen adelante con su plan y alquilan el galpón de un granero, que está al otro lado de la carretera y pertenece a un condado vecino, en donde esta ley local del pueblo no se puede aplicar. 
Ren enseña a bailar a su nuevo amigo, un granjero alto y fuerte, miembro del equipo de fútbol, que lo respalda en un conflicto con otros jóvenes en la escuela, luego de una riña con ellos y una competencia con carreras de tractores, Ren se convierte en un joven atractivo para Ariel, que se enamora de él y quiere salir de ese pequeño pueblo para irse a vivir en Chicago con Ren, después de la graduación de la escuela, todos trabajan juntos en decorar el granero para la fiesta de fin de año de la escuela, porque les fue negado el permiso para organizar la fiesta en el salón de la cancha deportiva de la escuela y el granero está en otro condado.
Sin embargo, finalmente logran convencer a las autoridades del pueblo para hacer una fiesta de graduación de la escuela en un granero al límite del condado, donde todos ellos se reúnen en la noche para bailar y disfrutar de una fiesta con sus amigos de la escuela.

## Elenco
- Kevin Bacon como Ren McCormack.
- Lori Singer como Ariel Moore.
- Dianne Wiest como Vi Moore.
- John Lithgow como Reverendo Shaw Moore.
- Sarah Jessica Parker como Rusty.
- Chris Penn como Willard Hewitt.
- Frances Lee McCain como Ethel McCormick.
- Jim Youngs como Chuck Cranston.
- John Laughlin como Woody.
- Lynne Marta como Lulu Warnicker.
- Douglas Dirkson como Burlington Cranston.

## Producción
La película se rodó en el estado de Utah.

## Casting
Tom Cruise y Rob Lowe estaban programados para interpretar el papel principal. Los directores de casting quedaron impresionados con Cruise por la famosa secuencia de baile en ropa interior en Risky Business, pero no estaba disponible para el papel porque estaba filmando All the Right Moves. Lowe audicionó tres veces y tenía habilidad para bailar y el aspecto de "adolescente neutral" que quería el director, pero una lesión le impidió aceptar el papel. Christopher Atkins afirma que fue elegido para interpretar a Ren, pero perdió el papel. A Bacon le habían ofrecido el papel principal en la película de Stephen King, Christine, al mismo tiempo que le pidieron que hiciera la prueba de pantalla para Footloose. Eligió arriesgarse en la prueba de pantalla. Después de ver su película anterior Diner, el director convenció a los productores para que eligieran Bacon.
La película también está protagonizada por Lori Singer como Ariel, la hija independiente del reverendo Moore, papel para el que Madonna y Haviland Morris también audicionaron. También se consideraron a Valerie Bertinelli y Jennifer Jason Leigh
Tracy Nelson fue considerada para el papel de Rusty.

### Banda sonora
1. "Footloose" - Kenny Loggins
2. "Let's Hear It for the Boy" - Deniece Williams
3. "Almost Paradise" - Mike Reno (Loverboy) & Ann Wilson
4. "Holding Out for a Hero" - Bonnie Tyler
5. "Dancing In The Sheets" - Shalamar
6. "I'm Free (Heaven Helps the Man)" - Kenny Loggins
7. "Somebody's Eyes" - Karla Bonoff
8. "The Girl Gets Around" - Sammy Hagar
9. "Never" - Moving Pictures

## Fechas de estreno mundial
| País                                                                          | Fecha de estreno                   |
| ----------------------------------------------------------------------------- | ---------------------------------- |
| Alemania                                                                      | Jueves 17 de mayo de 1984          |
| Argentina                                                                     | Jueves 2 de agosto de 1984         |
| Australia                                                                     | Jueves 12 de abril de 1984         |
| Austria                                                                       | Viernes 18 de mayo de 1984         |
| Bélgica                                                                       | Miércoles 16 de mayo de 1984       |
| Belice · Costa Rica · El Salvador · Guatemala · Honduras · Nicaragua · Panamá | Miércoles 26 de septiembre de 1984 |
| Brasil                                                                        | Jueves 30 de agosto de 1984        |
| Chile                                                                         | Viernes 20 de julio de 1984        |
| Colombia                                                                      | Jueves 28 de junio de 1984         |
| Dinamarca                                                                     | Viernes 13 de abril de 1984        |
| Ecuador                                                                       | Miércoles 11 de julio de 1984      |
| Egipto                                                                        | Lunes 10 de diciembre de 1984      |
| España                                                                        | Lunes 16 de abril de 1984          |
| Estados Unidos · Canadá                                                       | Viernes 17 de febrero de 1984      |
| Filipinas                                                                     | Miércoles 27 de junio de 1984      |
| Finlandia                                                                     | Viernes 20 de abril de 1984        |
| Francia                                                                       | Miércoles 9 de mayo de 1984        |

| País                 | Fecha de estreno                 |
| -------------------- | -------------------------------- |
| Grecia               | Jueves 13 de septiembre de 1984  |
| Hong Kong            | Jueves 26 de abril de 1984       |
| Israel               | Viernes 11 de mayo de 1984       |
| Italia               | Viernes 18 de mayo de 1984       |
| Japón                | Sábado 14 de julio de 1984       |
| Líbano               | Viernes 29 de junio de 1984      |
| Malasia              | Viernes 25 de mayo de 1984       |
| México               | Jueves 5 de julio de 1984        |
| Noruega              | Jueves 3 de mayo de 1984         |
| Nueva Zelanda        | Viernes 25 de mayo de 1984       |
| Países Bajos         | Jueves 19 de julio de 1984       |
| Perú                 | Jueves 26 de julio de 1984       |
| Portugal             | Viernes 21 de septiembre de 1984 |
| Reino Unido Irlanda  | Viernes 13 de abril de 1984      |
| República Dominicana | Jueves 9 de agosto de 1984       |
| Singapur             | Jueves 24 de mayo de 1984        |
| Sudáfrica            | Viernes 30 de marzo de 1984      |
| Suecia               | Viernes 23 de marzo de 1984      |
| Suiza                | Miércoles 9 de mayo de 1984      |
| Tailandia            | Sábado 23 de junio de 1984       |
| Taiwán               | Sábado 30 de junio de 1984       |
| Uruguay              | Jueves 6 de septiembre de 1984   |
| Venezuela            | Miércoles 20 de junio de 1984    |

## Recepción
La crítica del diario español ABC escribió: "Poco se imaginaba Herbert Ross (Magnolias de acero) cuando dirigió este correcto drama musical que se acabaría convirtiendo de forma inesperada en un gran éxito de taquilla y en todo un fenómeno de la época, sentando los precedentes del cine sobre adolescentes y para adolescentes, un género hasta entonces semidesconocido".

## Musical
La película cuenta con una versión musical para los escenarios, estrenada en Broadway en 1998 y representada igualmente en el West End londinense.

## Película de 2011
En 2011 se filmó una nueva versión de la cinta original de 1984. Esta vez el director y guionista fue Craig Brewer y participaron en ella actores como Kenny Wormald, Julianne Hough, Andie McDowell, Dennis Quaid y Miles Teller, entre otros. La cinta fue estrenada el 28 de octubre de 2011.